# Melicope christophersenii
Espèce
Statut de conservation UICN

 EN C2a : En danger
Melicope christophersenii est une espèce de plantes à fleurs du genre Melicope appartenant à la famille des Rutaceae qui est endémique de l'archipel d'Hawaï. Elle doit son nom au botaniste norvégien Erling Christophersen (1898-1994). Cette espèce est considérée comme en danger.